# ダクティリオセラス
ダクティリオセラス（学名 : Dactylioceras）は、約1億8000万年前の、前期ジュラ紀に生息していたアンモナイトの属。ダクチリオセラスとも。

## 語源
ダクティリオセラスという名は、ギリシア語で「指」を意味する "dactyl" に由来し、殻にある分岐した肋を指している。

## 説明
ダクティリオセラスは一般的に小さく、殻の平均直径は65mm。丈夫な肋状の殻を持つ。肋は僅かに前方に傾いて、縁側を沿い、外端は単一か分岐しているものだった。最終的には1億8000万年前に絶滅したが、彼らの肋の形は、6600万年前に恐竜とともにアンモナイトが絶滅するまで、後続の多くのアンモナイト類の属に模倣された。

## 分布
ダクティリオセラスの化石はほぼすべての大陸から採集され、これまでで最も繁栄したアンモナイトの系統のひとつである。また、ヨーロッパ各地に生息しており、中でもイギリスとドイツでは非常に優れた標本が発見されている。他の多くのアンモナイトと同様に、ダクティリオセラスは生層序学において非常に重要であり、ジュラ紀の地域を特定するための重要な示準化石である。

## 亜属
現在までに、3か4亜属が有効であると考えられている。また、学者の見解によって数は異なる。
- D. (Dactylioceras) Hyatt, 1867: 模式種: Ammonites communis Sowerby, 1815
- D. (Orthodactylites) Buckman, 1926: 模式種: Dactylioceras directus Buckman, 1926
- D. (Iranodactylites) Repin, 2000: 模式種: Dactylioceras (Iranodactylites) ketevanae Repin, 2000
- D. (Eodactylites) Schmidt-Effing, 1972: 模式種: Dactylioceras pseudocommune Fucini, 1935. この亜属を認めない学者もいるが[3]、維持することを主張する学者もいる[4][5]。

## 種
ダクティリオセラスの種には以下が含まれる。

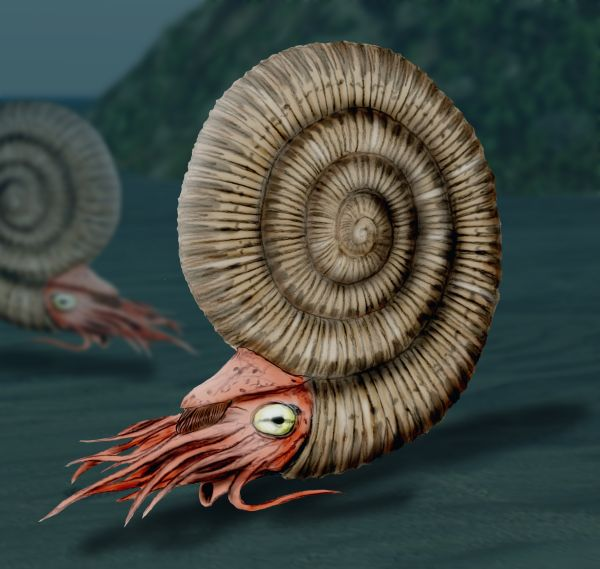
画家による復元図

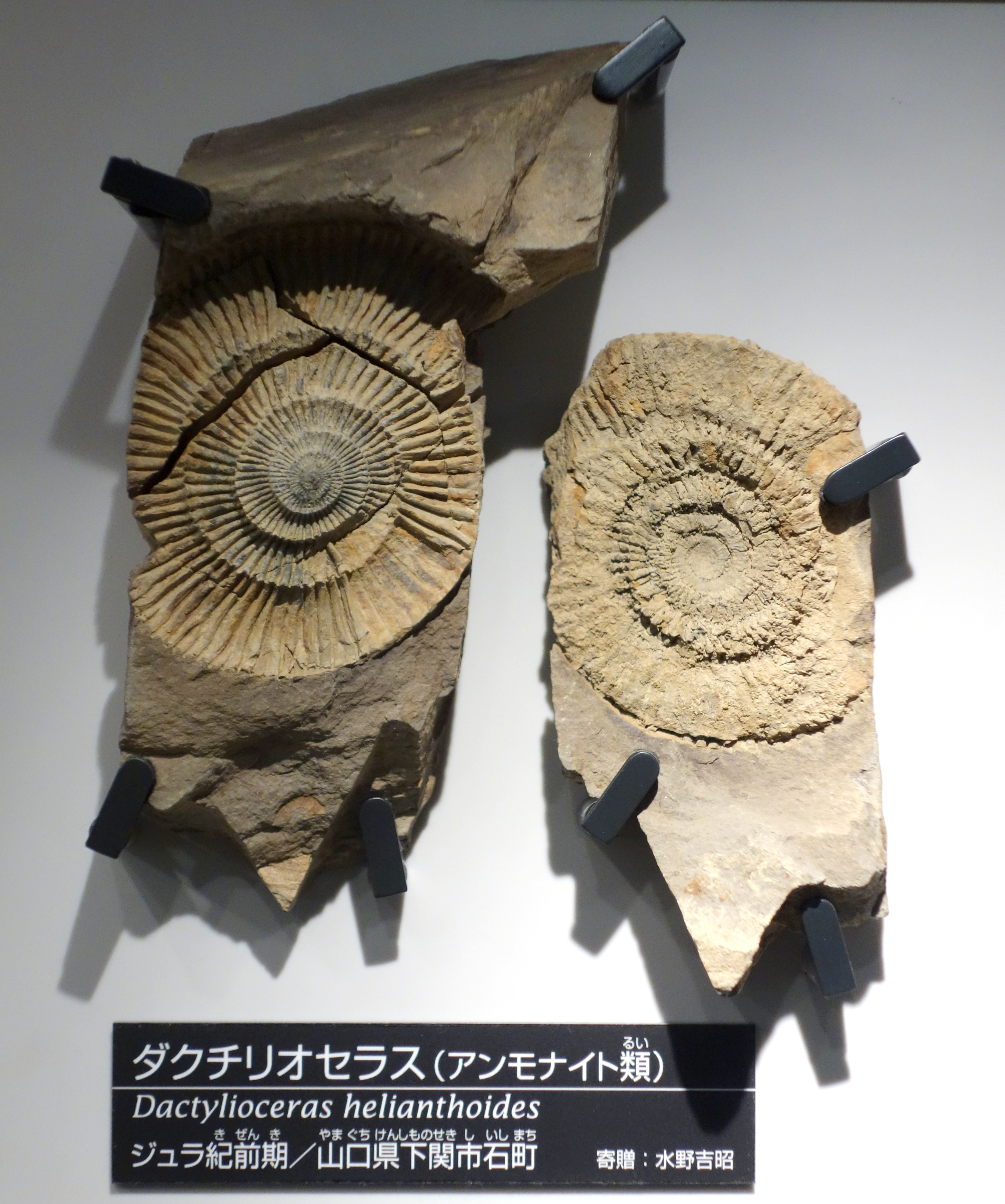
Dactylioceras (Orthodactylites) helianthoidesの化石

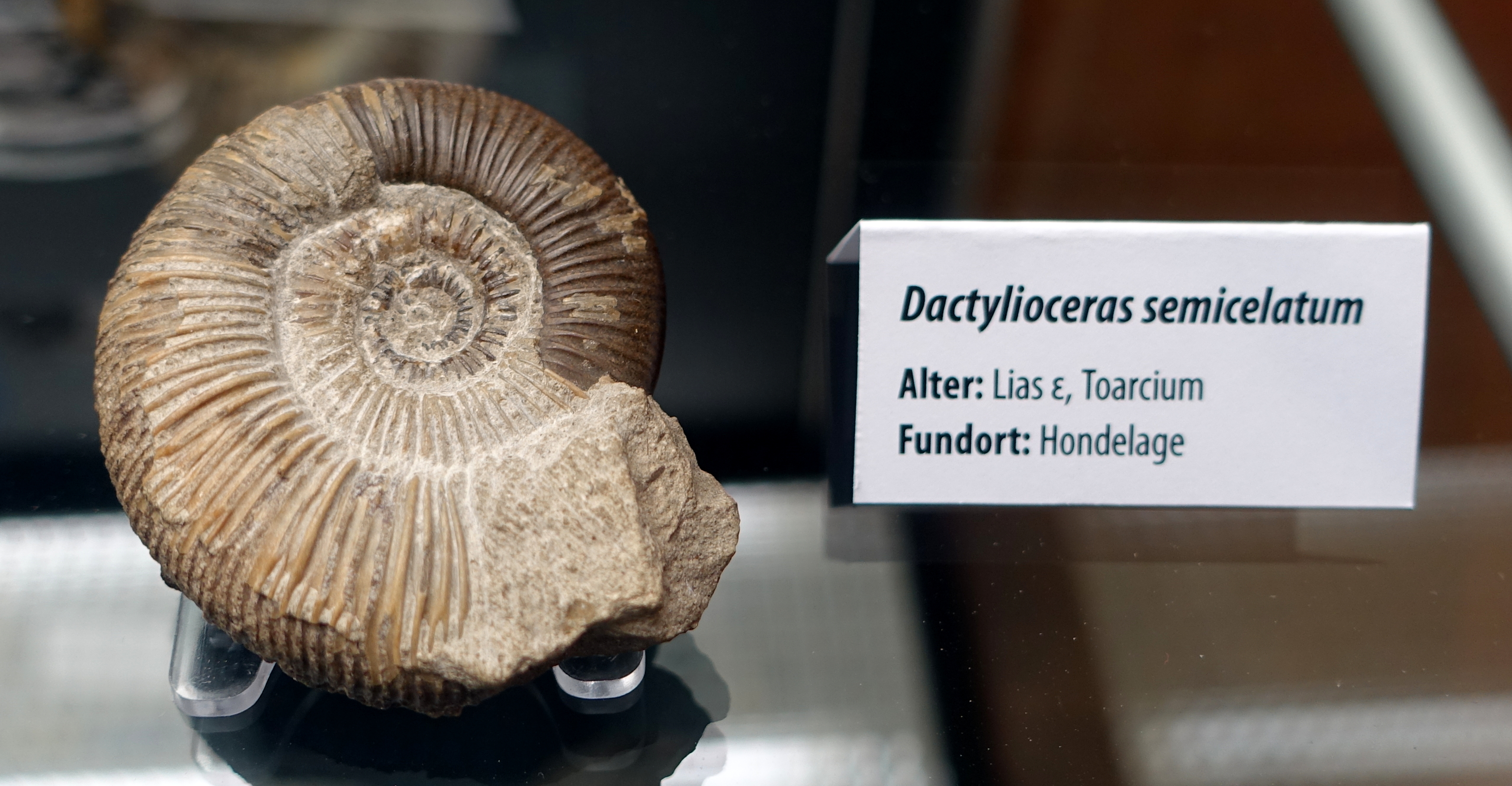
Dactylioceras (Orthodactylites) semicelatumの化石

- D. (O.) aequistriatum Zieten, 1830
- D. (D.) alpestre Wiedenmayer, 1980
- D. (D.) amplum Dagis, 1968
- D. (O.) andaluciensis Jiménes & Rivas, 1991
- D. (O.) anguiforme Buckman, 1928
- D. (O.) anguinum Reinecke, 1818
- D. (D.) annuliferum Simpson, 1855
- D. (D.) arcus Buckman, 1926
- D. (D.) athleticum Simpson, 1855
- D. (D.) attenuatum Simpson, 1855
- D. (O.) chilense  Hillebrandt and Schmidt-Effing, 1981
- D. (O.) clevelandicum Howarth, 1973
- D. (D.) commune Sowerby, 1815
- D. (D.) comptum Dagis, 1968
- D. (D.) consimile Buckman, 1926
- D. (D.) crassescens Simpson, 1855
- D. (O.) crassifactum Simpson, 1855
- D. (O.) crassiusculosum Buckman, 1912
- D. (D.) crassiusculum Simpson, 1855
- D. (D.) crassulum Buckman, 1921
- D. (D.) crosbeyi Simpson, 1843
- D. (O.) directum Buckman, 1926
- D. (O.) ernsti Lehmann, 1968
- D. (D.) gracile Simpson, 1843
- D. (O.) helianthoides Yokoyama, 1904
- D. (O.) hispansum Schmidt-Effing, 1972
- D. (O.) hoelderi Hillebrandt & Schmidt-Effing, 1981
- D. (D.) holandrei d'Orbigny, 1845
- D. (O.) ketevanae Repin, 2000
- D. (O.) kanense McLearn, 1930
- D. (I.) ketevanae Repin, 2000
- D. (D.) laticostatum Bardin et al., 2014
- D. (O.) marioni Lissajous, 1906
- D. (E.) mirabile Fucini, 1935
- D. (D.) mite Buckman, 1927
- D. (D.) peloritanum Fucini, 1935
- D. (D.) percostatum Fucini, 1935
- D. (D.) perplicatum Fucini, 1935
- D. (E.) polymorphum Fucini, 1935
- D. (D.) praepositum Buckman, 1927
- D. (E.) pseudocommune Fucini, 1935
- D. (D.) pseudocrassoides Maubeuge, 1957
- D. (O.) sapunovi Repin, 2000
- D. (O.) semiannulatum Howarth, 1978
- D. (O.) semicelatum Simpson, 1843
- D. (E.) simplex Fucini, 1935
- D. (D.) stresherense Sapunov, 1963
- D. (D.) subholandrei Fucini, 1935
- D. (D.) suntarense Krimholz, 1957
- D. (D.) tardosensis Kovács, 2014
- D. (D.) tauromenense Fucini, 1935
- D. (D.) temperatum Buckman, 1927
- D. (O.) tenuicostatum Young & Bird, 1822
- D. (O.) toxophorum Buckman, 1926
- D. (D.) triangulum Fischer, 1966
- D. (D.) vermis Simpson, 1855
- D. (O.) wunnenbergi Hoffmann, 1968

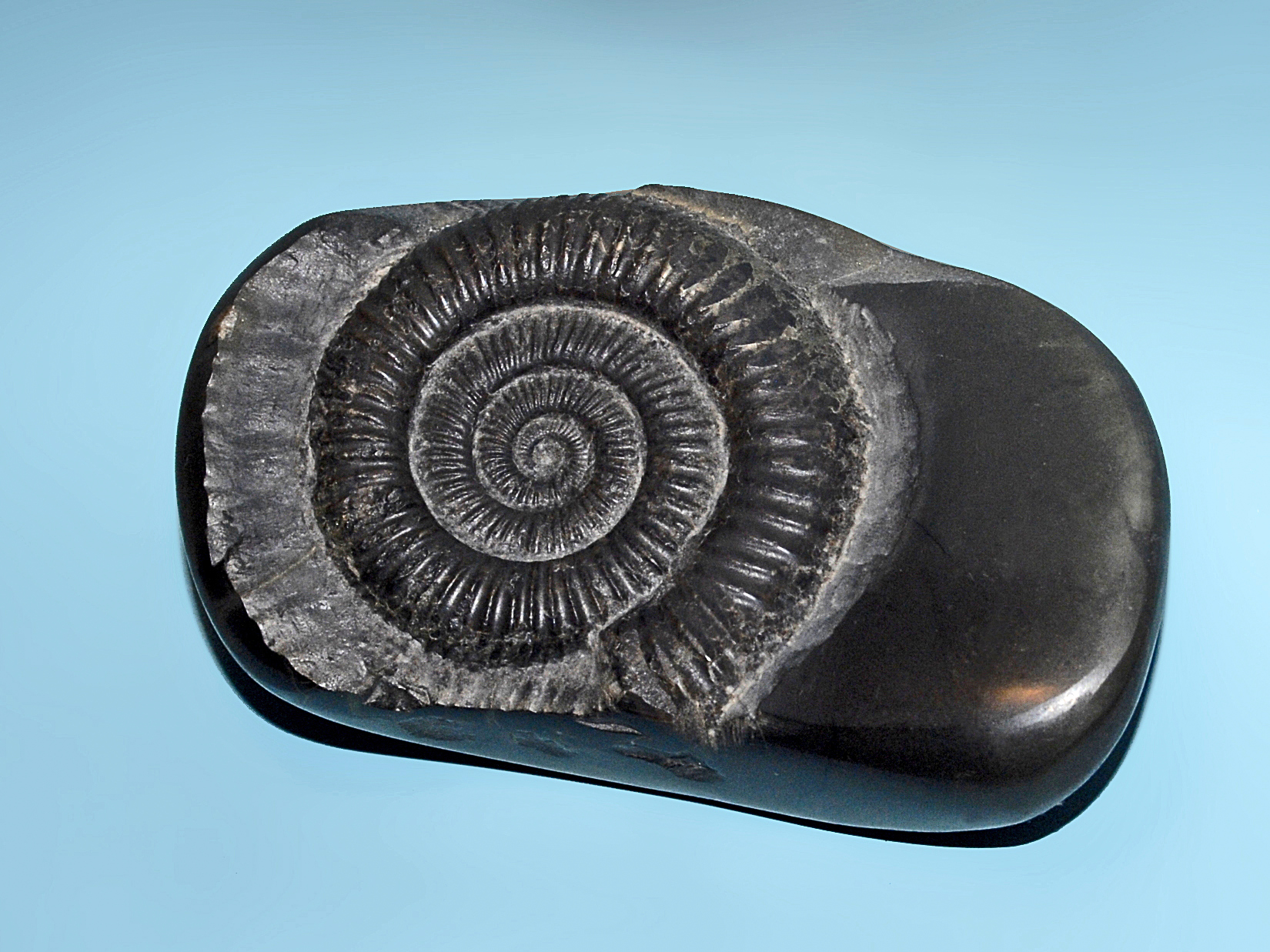
Dactylioceras (Dactylioceras) communeの化石

ダクティリオセラス・コムネ（Dactylioceras commune）の殻の直径は9～11cmに達する。通常は、殻の平均直径は約24.1mm、平均幅は8.20mm。
小さいが丈夫な殻で、肋はまっすぐか、縁側に少し凸になっている。これらの肋は縁側の渦ではかなり粗く、内側の渦では細かくなっていた。渦の部分は円のように丸いものだった。
この種の化石は、カナダ、フランス、イタリア、ロシア、セルビア・モンテネグロ、イギリス、アメリカの前期ジュラ紀のトアルシアンから発見されている。